# José Félix Ribas
José Félix Ribas (* 19. September 1775 in Caracas; † 31. Januar 1815 in Tucupido) war ein venezolanischer General der venezolanischen Unabhängigkeitskriege.

## Leben
José Félix Ribas war das jüngste von elf Kindern von Petronila de Herrera und dem von Teneriffa stammenden Bürgermeister von Caracas Marcos Ribas y Bethencourt. Seine Pläne, ein Franziskanermönch zu werden, gab er bald auf und widmete sich der Landwirtschaft. 1796 heiratete er María Josefa Palacios Blanco, eine Tante von Simón Bolívar. Nachdem er 1799 Zeuge der Hinrichtung José María Españas In Caracas geworden war, wurde er zum entschiedenen Verteidiger der republikanischen Sache und der Unabhängigkeit Venezuelas.
Er war in den 1800er Jahren aktiv an der Agitation und den Verschwörungen der venezolanischen Unabhängigkeitsbewegung beteiligt. 1810 gehörte er nach der Absetzung des Generals Vicente de Emparán y Orbe, wie übrigens auch einer seiner Brüder, der Priester Francisco José Ribas, zur Junta Suprema als provisorischer Regierung Venezuelas. Als Kommandeur der Milicias Regladas de Blancos de Barlovento übernahm er zugleich seine erste militärische Aufgabe. Nach der Schlacht gegen Domingo Monteverde wurde er 1812 als Nachfolger von Juan Nepomuceno Quero Militärgouverneur von Caracas.
Nach dem Untergang der Ersten Venezolanische Republik verließ Ribas das Land und schloss sich in Neu-Granada Simón Bolívar an. An dessen Campaña Admirable nahm er 1813 an der Seite von Antonio Nariño und Camilo Torres teil. Nach deren Abschluss ernannte ihn Bolívar erneut zum Militärgouverneur von Caracas. Unter seiner Verantwortung kam es zu Beschlagnahmungen und Zwangsspenden gegen die in der Stadt lebenden Royalisten und auch zu Hinrichtungen. Im November 1813 besiegte er mit einem Heer von zwangsrekrutierten Studenten den royalistischen Oberst Miguel Salomón und wurde darauf von Bolívar mit dem Orden de los Libertadores ausgezeichnet.
Anfang 1814 gelang es ihm, eine Kolonne des José Tomás Boves, die unter dem Befehl von Francisco Tomás Morales auf Caracas marschierte, zu schlagen. Sein darauf folgender Erfolg gegen Francisco Rosete brachte ihm den Rang eines General en jefe, und er erhielt das Kommando über die Reserve der Armee Bolívars. Während sich Bolívar nach der Niederlage gegen die Truppen Boves' im Juni 1814 und dem erfolglosen Versuch, Caracas zu verteidigen, zurückzog (Emigración a Oriente), organisierte Ribas, entschlossen den Widerstand fortzusetzen, eine neue Armee. Er konnte jedoch dem Vorstoß Boves’ nicht standhalten und erlitt am 5. Dezember 1814 in der Schlacht bei Urica (bei der Boves ums Leben kam), die entscheidende Niederlage, die das Ende der Zweiten Venezolanischen Republik besiegelte.
Ribas floh und versteckte sich in der Hochebene des Tamanaco-Gebirges. Er wurde jedoch gefasst und in Tucupido enthauptet. Sein Kopf wurde in Caracas in einem Eisenkäfig zur Schau gestellt. Die Nationalversammlung von Venezuela erklärte 1974 den 12. Februar, den Tag, an dem Ribas 1814 Morales besiegt hatte, zum Feiertag. 1987 wurde der Orden José Félix Ribas ins Leben gerufen, mit dem – im Gedenken an den „General der Jugend“ – junge Bürger ausgezeichnet werden, die in den Bereichen Kultur, Kunst, Wissenschaft, Sport oder Musik einen herausragenden Beitrag für das Land geleistet haben. 2003 nannte Hugo Chávez ein Sozialprogramm zur Förderung der höheren Schulbildung Misión Rivas. Seit dem 19. September 2005 ruht im Panteón Nacional eine Truhe mit den symbolischen Überresten von José Félix Ribas. Außerdem tragen in Venezuela zwei Gemeinden den Namen Ribas'.